# Can Colomer (Amer)
Can Colomer és una casa d'Amer (la Selva) inclosa a l'Inventari del Patrimoni Arquitectònic de Catalunya.

## Descripció
Edifici entre mitgeres de tres plantes, terrassa i torreta quadrangular, amb tres crugies, que destaca per la cornisa de rajola i la citada torreta de la part superior.
La planta baixa consta d'un sòcol de placat de pedra de mig metre d'alçada i tres obertures. A la crugia central hi ha una porta amb arc carpanell rebaixat, emmarcada de pedra, una entrada de garatge, també d'arc rebaixat i feta de rajola i arrebossat i una finestra rectangular, també de rajola i arrebossat, amb reixa de ferro. Entre els diferents pisos hi ha una línia de separació decorativa de doble motllura.
El primer pis conté tres finestres amb balcó de barana de ferro i decoració d'espiral als barrots, que fan panxa exterior a la part inferior. Els emmarcaments de les finestres són de pedra calcària en grans blocs de forma rectangular.
El segon pis també conté tres finestres amb balcó, però de mida més petita i sense emmarcaments de pedra. La decoració de la barana és també més senzilla.
Pel que fa a la cornisa, està confeccionada amb rajola sense arrebossar i consta d'una cornisa de rajola sostinguda per 16 mènsules també de rajola (cinc rajoles rectangulars de diferents mides superposades) i d'una balustrada amb decoració per buidat o absència de rajoles de formes cruciformes i geomètriques.
Quant a la torreta, de planta quadrada, és feta també de rajola i arrebossada en la seva part oriental. La part superior d'aquesta té una cornisa i una balustrada similar a la de la cornisa del segon pis.

## Història
Casa d'origen medieval reformada al llarg dels segles, sobretot a principis del segle xx.
Durant els últims anys del segle xx, l'arrebossat de la façana fou refet, però no pintat.
Aquesta casa és de la família Colomer. A la part de la planta baixa hi ha una placa commemorativa, promoguda per l'Ajuntament el 1984, del centenari del naixement d'un dels seus membres, Josep Maria de Porcioles i Colomer (1904-1993), que fou alcalde de Barcelona durant la dictadura franquista, entre 1957 i 1973.
Com la resta de cases situades a aquest costat de la Plaça del Monestir, té un gran pati a la part posterior, que dona al passeig del Firal.